# District de Katta
Le district de Katta (刈田郡, Katta-gun) est un district de la préfecture de Miyagi, au Japon.
Au 1er décembre 2014, sa population était estimée à 13 890 habitants pour une superficie de 415,85 km2.

## Communes du district
- Shichikashuku
- Zaō